# Rue d'Orange
Pour les articles homonymes, voir Orange.
La rue d’Orange est une voie marseillaise située dans le 3e arrondissement de Marseille. 

## Situation et accès
Cette voie se situe au cœur du quartier de la Belle de Mai. Elle démarre rue Roger-Schiaffini , longe la place Bernard-Cadenat, croise les rues Loubon et du Docteur-Léon-Perrin qui forment une artère importante du quartier et se termine boulevard Joseph-Cabasson, à hauteur de résidences privées non loin du quartier Bon-Secours situé dans le 14e arrondissement.

## Origine du nom
La rue doit son nom à la ville vauclusienne d’Orange.

## Historique
Anciennement dénommée « rue Neuve », la voie est classée dans la voirie de Marseille le 12 février 1923 et prend sa dénomination actuelle par délibération du conseil municipal en date du 6 juillet 1926.

## Bâtiments remarquables et lieux de mémoire
- À l’angle avec le boulevard Boyer se trouve l’école privée catholique Jeanne-d’Arc.
- À l’angle avec la rue Massot se trouve le collège Saint-François-d’Assise.